# Diagrama cor-cor
Em astronomia, um diagrama cor-cor é um meio de comparar as magnitudes aparentes de estrelas em diferentes comprimentos de ondas. Astrônomos costumam observar bandas estreitas próximas a certos comprimentos de ondas, e os objetos observados apresentarão diferentes brilho em cada banda. A diferença no brilho de cada banda é denominada cor. Nos diagramas cor-cor, a cor definida por duas bandas de comprimento de onda é dada no eixo horizontal, e então a cor definida por outra diferença no brilho (apesar de geralmente haver uma banda envolvida na determinação de ambas as cores) será dada no eixo vertical.

## Aplicações

### Calibragem fotométrica

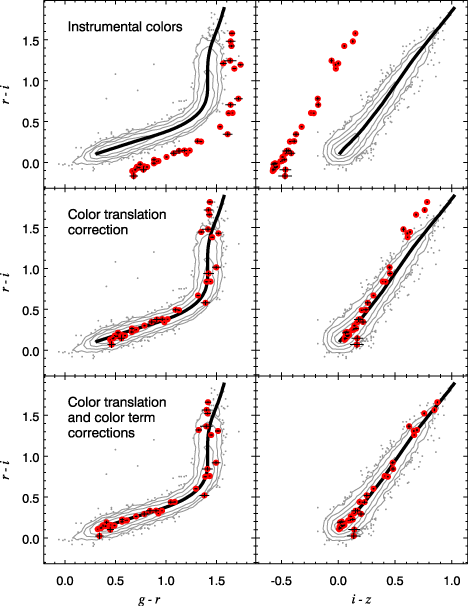
Ilustração esquemática do método da regressão do loco estelar utilizada na calibragem fotométrica em astronomia

O diagrama cor-cor das estrelas pode ser usado para calibrar diretamente ou testar as cores e em dados de imagens óticas e de infravermelho. Tais métodos tiram proveito da distribuição fundamental das cores estelares na Via Láctea ao longo de quase todo o céu, e o fato de que cores estelares observadas (diferentemente da magnitude aparente) independem da  distância das estrelas.  A regressão do loco estelar (RLE) foi um método desenvolvido para eliminar a necessidade de observações de velas-padrão em calibragens fotométricas, exceto, muito raramente (uma vez ao ano ou menos) para medir termos de cor. A RLE  tem sido utilizada em várias iniciativas de pesquisa.  O recenseamento astronômico NEWFIRM da região NOAO Deep Wide-Field Survey utilizou esse método para chegar a cores mais apuradas do que seria possível em métodos de calibragem tradicionais, e o Telescópio Polo Sul utilizou a RLE para medir o desvio para o vermelho dos aglomerados de galáxias.  O método blue-tip é bem semelhante ao método RLE, mas era utilizado primariamente para corrigir previsões sobre a extinção galática baseadas em dados do IRAS.  Outras pesquisas de mapeamento que utilizaram o diagrama cor-cor basicamente como uma ferramenta de calibragem incluem o Oxford-Dartmouth Thirty Degree Survey e o Sloan Digital Sky Survey (SDSS).

### Anomalias de cor
Analisar dados de vastos recenceamentos astronômicos observacionais, como o SDSS ou o 2 Micron All Sky Survey (2MASS), pode ser uma tarefa desafiadora, considerando a imensa quantidade de dados gerada. Para pesquisas desse tipo, diagramas cor-cor tem sido usados para encontrar anomalias da população estelar da sequência principal. Uma vez identificadas, essas anomalias podem ser então estudadas em maior detalhe. Esse método tem sido utilizado para identificar anãs brancas ultrafrias. Estrelas binárias não resolvidas, que aparecem como pontos à técnica da fotometria, têm sido identificados através do estudo das anomalias no diagrama cor-cor em casos em que uma certa quantidade dessas estrelas se encontra fora da sequência principal. Os estágios da evolução das estrelas ao longo do ramo gigante assimptótico desde a estrela de carbono até a nebulosa planetária aparecem em regiões distintas no diagrama cor-cor. Quasars também aparecem como anomalias no diagrama cor-cor.

### Formação estelar

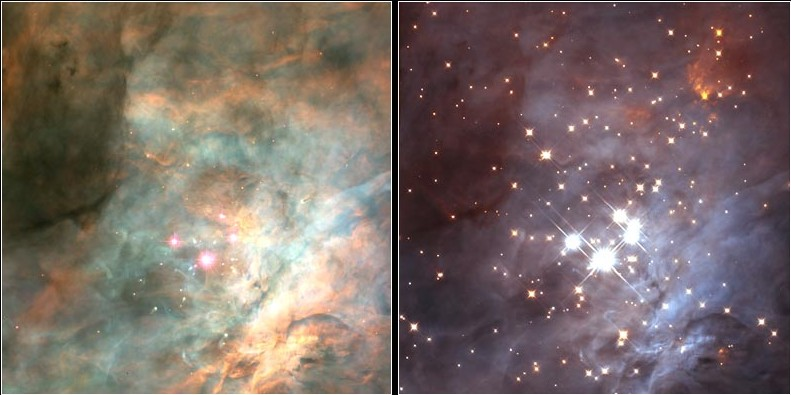
A imagem ótica (à esquerda) exibe nuvens de poeira, enquanto a imagem infravermelha (à direita) exibe várias de estrelas jovens

Diagramas cor-cor são comumente utilizados na astronomia em infravermelho para estudar as regiões formadoras de estrelas. As estrelas se formam em nuvens de poeira. Na medida em que a estrela continua se contraindo, um disco circum-estelar se forma, e esta poeira é então aquecida pela estrela central. A poeira então começa a radiar como um corpo escuro, apesar de ser bem mais fria que a estrela. Como resultado, um excesso de infravermelho é observado nessa estrela. Mesmo sem a presença de poeira circum-estelar, as regiões onde ocorre a formação de estrelas exibem alta luminosidade infravermelha em relação às estrelas da sequência principal. Ambos os efeitos são distintos do avermelhamento da luz estelar que ocorre com resultado da dispersão da poeira no meio interestelar.